# Il mostro della via Morgue
Il mostro della via Morgue (Phantom of the Rue Morgue) è un film del 1954 diretto da Roy Del Ruth.
È un film poliziesco a sfondo horror e giallo statunitense Karl Malden, Claude Dauphin, Patricia Medina, Steve Forrest e Allyn Ann McLerie ambientato a Parigi negli anni 1890. È basato sul racconto The Murders in the Rue Morgue di Edgar Allan Poe pubblicato sul Graham's Magazine nel 1841.

## Trama
Nella Francia del 1890, una serie di terrificanti omicidi di donne colpisce la via Morgue. La polizia, senza alcun indizio, decide di rivolgersi al professore Paul Dupin per far luce sulla vicenda.

## Produzione
Il film, diretto da Roy Del Ruth su una sceneggiatura di Harold Medford e James R. Webb e un soggetto di Edgar Allan Poe (autore del racconto), fu prodotto da Henry Blanke per la Warner Bros. e girato da settembre a novembre 1953.

## Distribuzione
Il film fu distribuito con il titolo Phantom of the Rue Morgue negli Stati Uniti dal 27 marzo 1954 (première a New York il 19 marzo) al cinema dalla Warner Bros.
Altre distribuzioni:
- in Giappone il 29 giugno 1954 (謎のモルグ街)
- in Argentina il 13 ottobre 1954 (El fantasma de la Rue Morgue)
- in Germania Ovest il 22 ottobre 1954 (Der Würger von Paris)
- in Austria nel novembre del 1954 (Der Würger von Paris)
- in Spagna il 15 novembre 1954 (El fantasma de la calle Morgue)
- in Francia l'8 dicembre 1954 (Le fantôme de la Rue Morgue)
- in Portogallo il 29 giugno 1955 (O Fantasma da Rua Morgue)
- in Danimarca il 1º settembre 1955 (Udyret fra Rue Morgue)
- in Svezia il 19 novembre 1976 (Ett skri av skräck)
- in Portogallo il 18 gennaio 2010 (Cinemateca Portuguesa)
- in Belgio (Het spook van de Rue Morgue)
- in Belgio (Le fantôme de la Rue Morgue)
- in Brasile (O Fantasma da Rua Morgue)
- in Finlandia (Morgue-kadun aave)
- in Grecia (Ta eglimata tis odou Morgue)
- in Italia (Il mostro della via Morgue)
- nei Paesi Bassi (Moord in de Rue Morgue)

## Critica
Secondo il Morandini il film è "mediocre, senza scatto con un Malden spaesato".

## Promozione
La tagline è: Mad passions, madder deeds in the Edgar Allan Poe chiller!.